# 暗黒の戦い
『暗黒の戦い』（あんこくのたたかい）は、2014年7月4日に発売されたオリジナルビデオ。北代高士、小沢和義主演。山鹿孝起監督。脚本は山鹿と花形怜（漫画原作者）。

## あらすじ
殺人の罪で服役していた吉岡は、かつて自分が在籍していた半グレ組織に潜入し、内情を警察にタレこむことを条件に釈放される。一方、街では覆面を被った謎の男達が半グレ組織と対立するヤクザを襲っていた。愛する女を幸せにしたい一心で警察の犬となる吉岡。やがて組織の深奥へ入り込んでいった彼は、覆面男達の正体とその恐ろしい目的を知るのだった。

## キャスト
- 吉岡(元半グレ)：北代高士
- 原田(刑事)：小沢和義
- 永山たかし
- 佐藤由加理
- 河原田巧也
- 川村りか
- 野田彩加

## スタッフ
- 監督・編集：山鹿孝起
- 企画：山本ほうゆう
- 営業統括：木山雅仁（オールイン エンタテインメント）
- プロデューサー：山本芳久、渋谷正一
- ラインプロデューサー：旭正嗣
- ポストプロダクションプロデューサー：小川幸一
- 脚本：山鹿孝起、花形怜
- 撮影：小山田勝治
- 録音：池田知久
- 主題歌：「密告者～Informer～」GDX ft.PHOBIA of Thug
- 制作協力：アスプロスドラーゴ
- 制作：メディア・ワークス
- 製作：アドバンス